# Покровский молельный дом (Вильнюс)
Це́рковь Покрова Пресвятой Богородицы, Вильнюсская Свято-Покровская старообрядческая церковь, Свято-Покровский храм — старообрядческий храм (поморского согласия) в Вильнюсе. Церковь расположена на невысоком холме у старообрядческого кладбища в районе Науйининкай по адресу улица Науйининку 20 (Naujininkų g. 20) и с западной стороны примыкает к району жилых домов неподалёку от железнодорожного вокзала.

## История

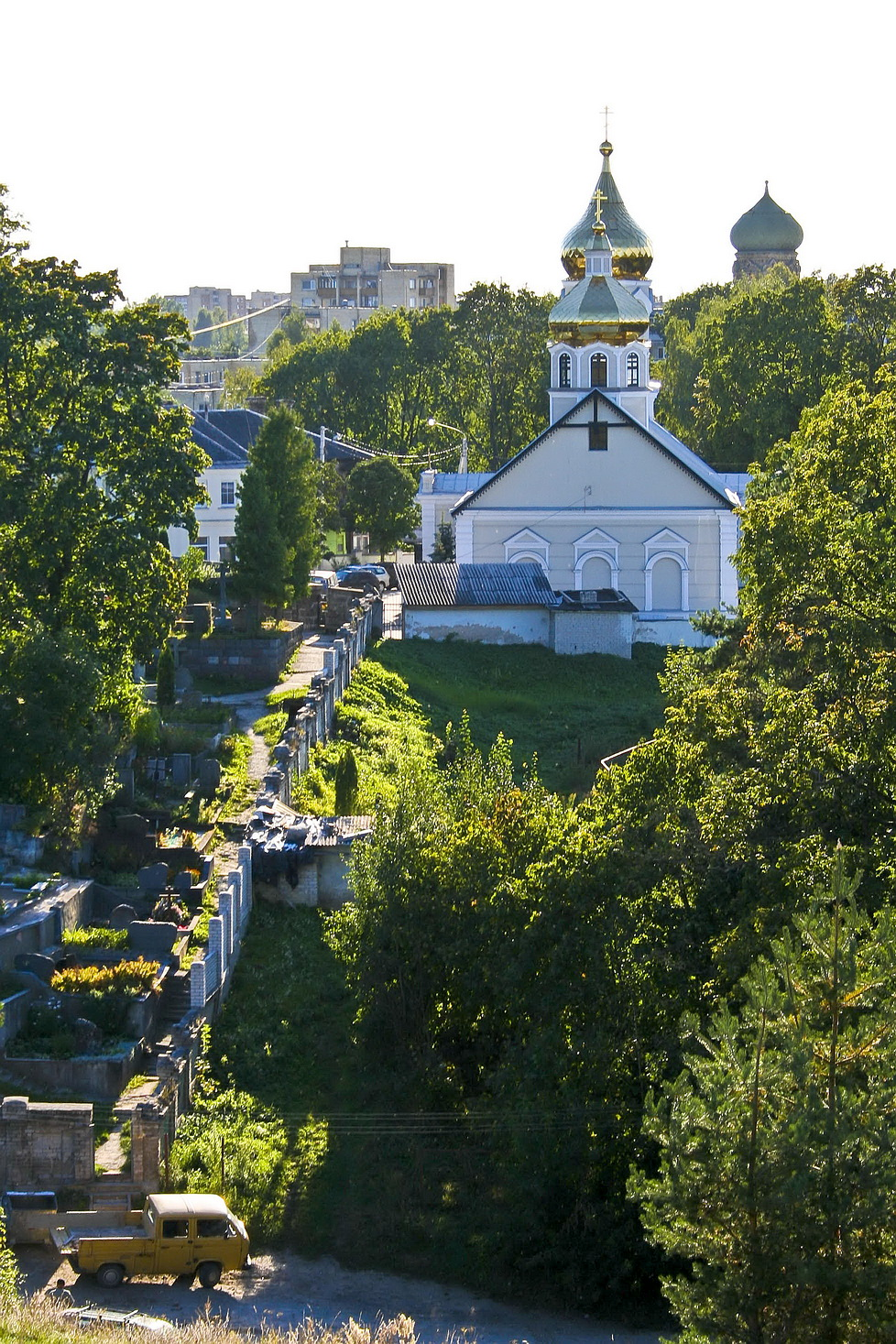
Покровский храм

В первой четверти XIX века старообрядцы приобрели участок земли между улицами Астраханской и Новосветской для молитвенного дома и кладбища. Разрешения на возведение здания получить они не смогли и только в 1830 году старообрядцы выстроили в Науйининкай (Новый Свет) дом, часть которого была занята наставником старообрядческой общины Осипом Авдеевичем Андреевым, часть была отведена под молитвенный дом (для отпевания умерших).  В 1835 году было получено разрешение совершать богослужения по праздникам. Здание перестраивалось и расширялось. В 1870 году оно было расширено на средства купца Егорова, а для наставника был выстроен отдельный дом.
В 1880 году купец Ломоносов исходатайствовал разрешение на каменную постройку. Нынешнее основное каменное здание храма (официально богадельни) было возведено в 1882—1886 годах. В 1901 году была произведена реконструкции внутреннего помещения бывшей богадельни на средства купца Пимонова. В 1906 году в западной части храма была пристроена кирпичная колокольня, на крыше ближе восточной части здания — купол. Проект здания не обнаружен, его автор неизвестен.
С 1882 по 1901 год здание использовалось как богадельня для престарелых прихожан, однако имеются сведения о том, что староверы здесь тайно молились. С 1901 года и по сей день здание является молитвенным храмом (церковью) Виленской (ныне Вильнюсской) старообрядческой общины
.
В 1970-е и 1980-е годы, затем в 1990-е и 2000-е годы храм стараниями совета общины не раз ремонтировался и благоустраивался. В 1990—1991 годах ремонтировалась внутренняя часть храма, водяное отопление заменено на аккумуляторное. Тогда же была приведена в порядок территория храма. В 2007—2008 годах был заново укреплен потолок в большом зале храма, в притворе выложены мраморные плитки, заменены покрытия обоих куполов.

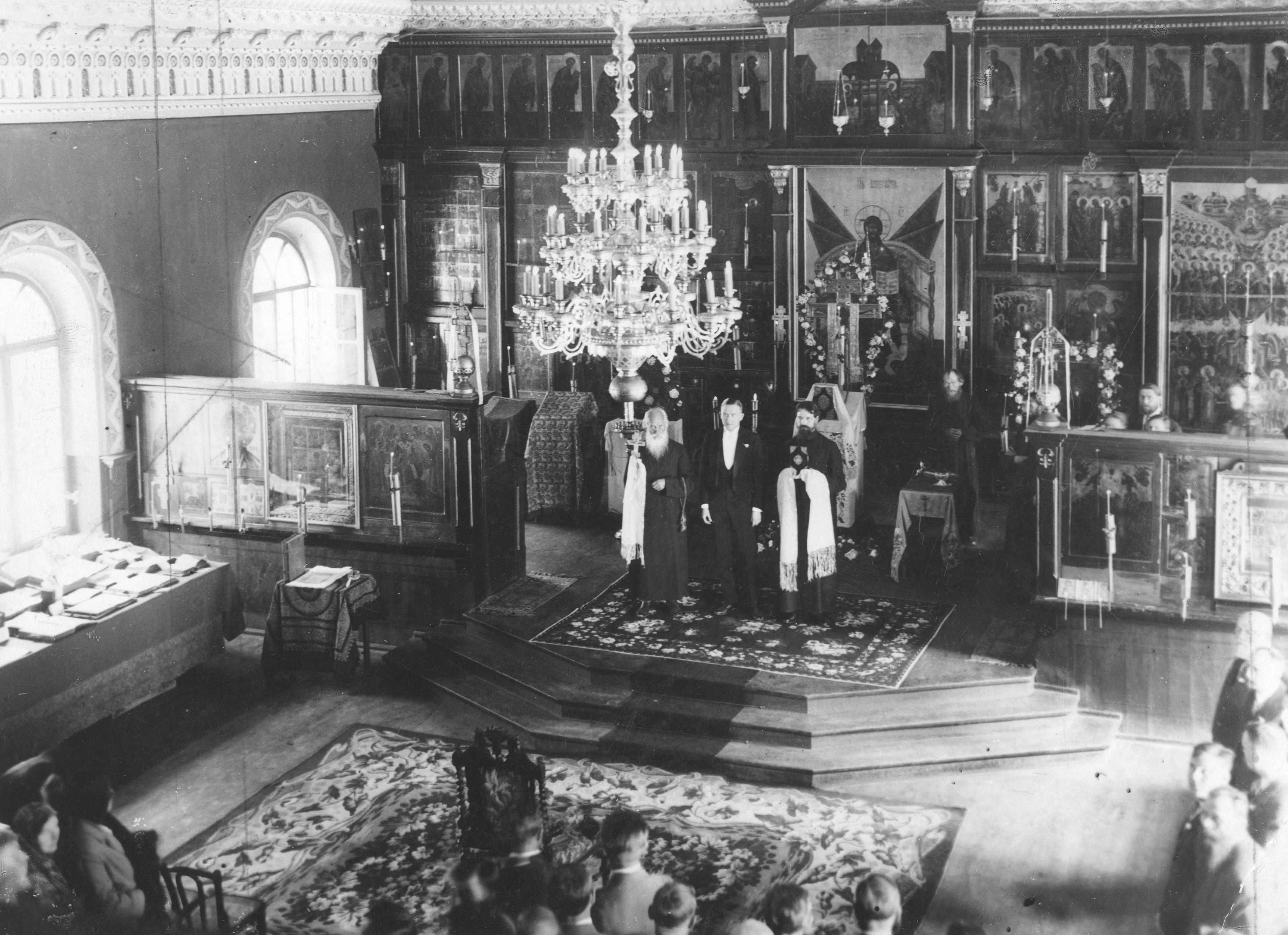
Старообрядцы в ожидании визита президента Польши И. Мосцицкого в Покровском молельном доме, 1930 год

В храме проводились старообрядческие соборы в XX веке. Здесь прошли три собора Древлеправославной Поморской церкви Литвы (1966, 1974, 1988), ставшие важным событием в духовной жизни поморцев тогдашнего СССР. С этим храмов и Вильнюсской общиной связаны ряд известных исторических личностей Старообрядческой Церкви Литвы и Польши: например, председатель Восточной Старообрядческой Церкви Польши и председатель Виленской общины и сенатор Польской Республики А. М. Пимонов; наставник, духовный писатель и религиозный деятель С. Ф. Егупенок; председатель Высшего Совета Древлеправославной церкви Литвы Иван Исаевич Егоров.
Наставниками в общине служили: О. А. Андреев (1830-?), Семен Матвеевич Мякиньков (1860-1870-е), Яков Тимофеев, Макарий Ефремов, Лазарь Ивановский (нач. 1880-х-после 1907), Василий Тимофеев (видимо, Василий Тимофеевич (?) Андреев, 1887, похоронен на Вил. кладбище), Леонтий Петров (1880-е—1900-е), Т. Яковлев (1880-е-1915, 1918-1926), М. О. Андреев (1890?-1901), уважаемый и любимый многими прихожанами, и С. Егупёнок (1906-1915, 1918-1934), М. П. Шалкин (1929-1967) и Ф. С. Кузнецов (1926-1965), С. Ф. Кузнецов (1965-1966), И. Т. Абрамов (1966-1969), Н. А. Прусаков (1970-1990), член президиума ВСС в Литов. ССР и ДК, П. Ф. Жемчугов (1970-1973), А. В. Бояров (1973-1992), член ВСС в Литов. ССР и ДК, В. Н. Васильев (1990-июнь 2001), (и. о.) предс. ВСС в Литве, Е. И. Никитин (1992—1994), предс. ДС, И. Михайлов (июнь-нояб. 2001) и И. X. Ефишов (с конца 2001- 2007). В настоящее время настоятелем храма служит духовный наставник о. Григорий Алексеевич Бояров (с февраля 2007), председатель ВС ДПЦ Литвы.

## Архитектура

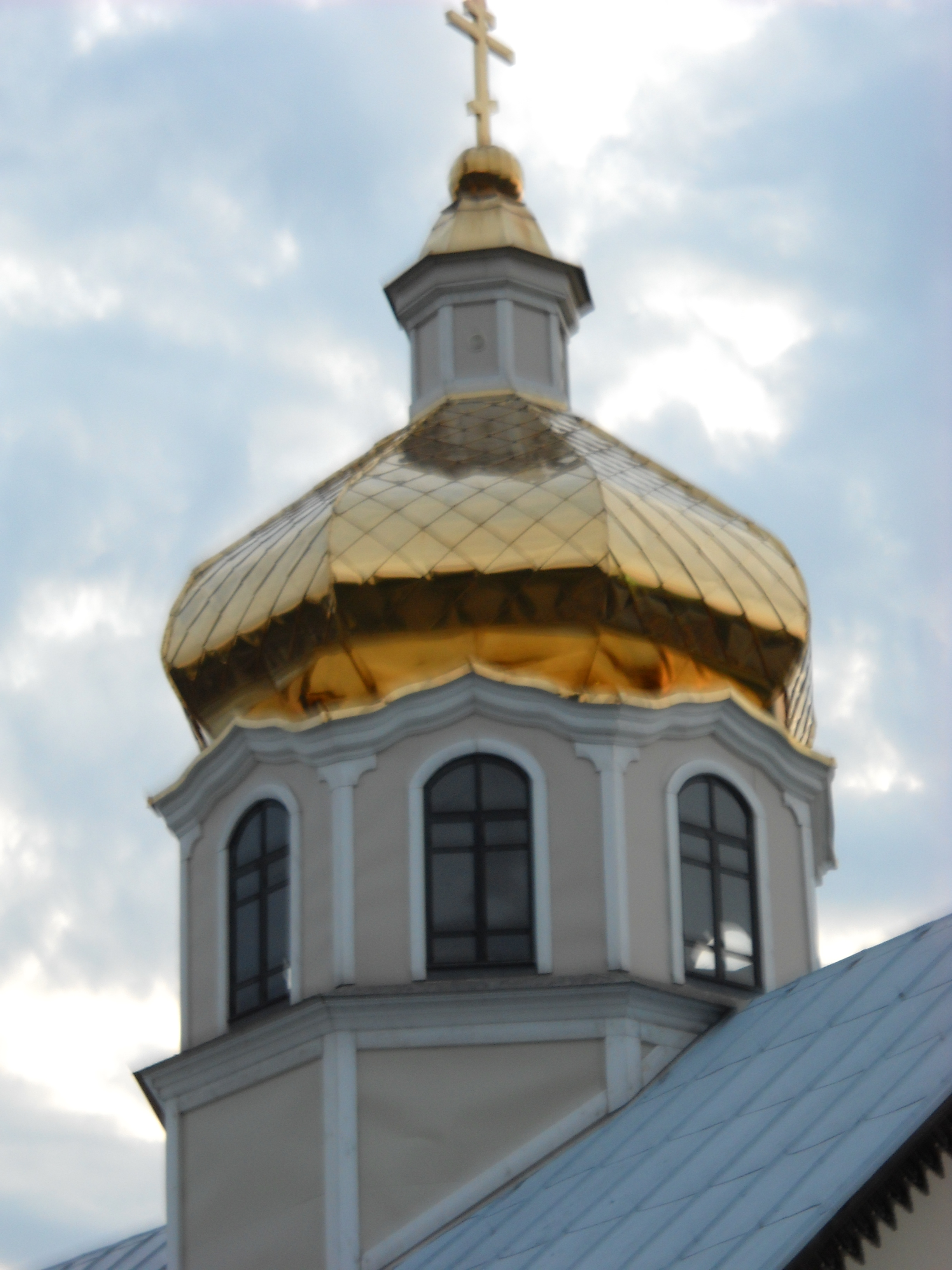
Купол

В архитектурном облике храма использованы элементы национального русского и неоклассицистского стиля. Здание в плане прямоугольное (16 х 30 м) с двухскатной крышей. Ближе к западной части его пространство разделяет трансепт.
Основной объем храма выполненный из кирпича и оштукатуренный. На восточном фасаде находятся три бифорных закругленных окна. Боковые фасады храма расчленены горизонтальными полосами и имеют по пять окон. Окна обрамлены пилястрами, над которыми — полукруглые архивольты. Каждое окно увенчано классицистским треугольным сандриком. Все углы храма обрамлены пилястрами, окрашенными белым цветом.
Колокольня высотой около 25 м примыкает к плоскости западного фасада. Две нижние части трехъярусной колокольни — четырехугольные, верхняя часть — восьмиугольная с луковичным куполом, который завершает восьмиконечный крест. Ближе к восточной стене здания возвышается купол, украшенный «светильником» и восьмиконечным крестом над ним. Барабаны обоих куполов украшены кокошниками.
У храма имеется четыре входа: главный вход — с западной стороны, через арку в колокольне; входы имеются и в концах трансепта.
Внутри храм представляет собой большой зал с высоким пятиярусным иконостасом у восточной стены. В храме находятся несколько десятков икон известного иконописца Ивана Ипатьевича Михайлова. Восемь окон в боковых стенах наполняют его светом. Иконостас расположен на небольшом возвышении, которое выдвинуто к середине храма (солея). У западной стены зала в помещении второго яруса, на галерее, открытой в храм, устроены хоры. Стены украшены орнаментом, потолок ознаменован выпуклым изображением восьмиконечного креста. Притвор (западная часть храма) отделён глухой стеной. Отсюда в храм ведут две двери. К притвору примыкают два помещения, которые разделяет коридор, — крестильная и зал для отпевания умерших.